# Az elkerülhető konfliktus
Az elkerülhető konfliktus (eredetileg angolul The Evitable conflict) Isaac Asimov egy 1950-es sci-fi novellája, amely az Astounding Science Fiction magazin júniusi számában jelent meg. Olvasható az Én, a robot és a Robottörténetek című novelláskötetekben is.
A novella egyébként az Én, a robot 1966-os, első magyar nyelvű kiadásából kimaradt, mivel az akkori kultúrpolitikai vezetés a történetet kényesnek ítélte.

## Történet
|  | Alább a cselekmény részletei következnek! |

A novella Susan Calvin és Stephen Byerley világkoordinátor 2052-es beszélgetése a Gépekről. Ezek a rendkívül fejlett, de személyiséggel nem rendelkező pozitronrobotok az elérhető adatok elemzésével oldják meg a gazdasági problémákat, az utóbbi időben azonban több hibát is vétettek. Byerley úgy dönt, meglátogatja a négy, Gépet tulajdonló régiót, és megkérdezi a problémák okát. A régiók vezetői nem gondolják lényegesnek a hibákat, egyikük még azt is megmutatja, hogy se a robotok nem lehetnek hibásak, se a bevitt adatok. Végül Susan Calvin bizonyítja be, hogy nem is hibáztak a Gépek, a hibásnak gondolt döntések célja vezető helyzetű robotellenes emberek lefokozása volt, másnak nem ártottak. A Gépek ugyanis úgy érezték, ha eltörlik a robotokat, azzal ártanak az emberiségnek. Ezekkel a lépésekkel tudják elérni a kétes értékű sikert: a Gépek irányítják a Földet.

## Megjelenések

### Angol nyelven
1. Astounding, 1950. június
2. I, Robot (Gnome Press, 1950)
3. Isaac Asimov (Octopus, 1981)
4. The Complete Robot (Doubleday, 1982)
5. The Robot Collection (Doubleday, 1983)

### Magyar nyelven
1. Én, a robot (Móra, 1991, ford.: Baranyi Gyula)
2. Robottörténetek, II. kötet (Móra, 1993, ford.: Baranyi Gyula)
3. Isaac Asimov teljes Alapítvány-Birodalom-Robot Univerzuma, I. kötet (Szukits, 2001, ford.: Baranyi Gyula)
4. Én, a robot (Szukits, 2004, ford.: Baranyi Gyula)

| Előző           | Sorozat                                               | Következő  |
| --------------- | ----------------------------------------------------- | ---------- |
| Az Első Törvény | Robot sorozat Alapítvány–Birodalom–Robot regényciklus | Robotálmok |